# کلوتیلد کورو
کلوتیلد کورو (فرانسوی: Clotilde Courau‎؛ زادهٔ ۳ آوریل ۱۹۶۹) یک هنرپیشه اهل فرانسه است.
از فیلم‌هایی که وی در آن نقش داشته است می‌توان از زندگی گلگون، طعمه، بندتا نام برد. وی نامزد دریافت جایزه سزار بهترین بازیگر زن و برنده جایزه فیلم اروپا برای بهترین بازیگر زن شده است.

کورو در سال ۲۰۰۳ با شاهزاده ونیز امانوئل فیلیبرتو ازدواج کرد و دارای دو دختر به نام‌های ویتوریا و لوئیزا است.

## فیلم‌شناسی
- نقشه‌ای از قلب انسان (۱۹۹۳)
- الیزا (۱۹۹۵)
- طعمه (۱۹۹۵)
- خروج (۲۰۰۰)
- هرکس را که می‌خواهید ببوسید (۲۰۰۲)
- زندگی گلگون(۲۰۰۷)
- عشق مدرن (۲۰۰۸)
- پرستاری از کودک (۲۰۱۴)
- اوا و لئون (۲۰۱۵)
- در سایه زنان (۲۰۱۵)
- بندتا (۲۰۲۱)
- تابستان گذشته (۲۰۲۳)